# Parecida a De Cera
Parecida a De Cera es el nombre de una variedad cultivar de manzano (Malus domestica). Esta manzana es originaria de Galicia, está cultivada en la colección de árboles frutales y banco de germoplasma de Mabegondo con el N.º 196; ejemplares procedentes de esquejes localizados en Sigras (Pontevedra).

## Sinónimos
- "Manzana Parecida a De Cera",[4][5]
- "Maceira Parecida a De Cera".

## Características
El manzano de la variedad 'Parecida a De Cera' tiene un vigor vigoroso. Tamaño grande y porte erguido.
Época de inicio de brotación a partir del 4 de abril y de floración a partir del 27 de abril.
Las hojas tienen una longitud del limbo de tamaño medio, con la máxima anchura del limbo es media. Longitud de las estípulas es media y la máxima anchura de las estípulas es ancha. Denticulación del borde del limbo es ondulado, con la forma del ápice del limbo acuminado y la forma de la base del limbo es redondeado. Con subestípulas presentes.
Sus flores tienen una longitud de los pétalos es media, con una anchura de los pétalos ancha, disposición de los pétalos en contacto entre sí, con una longitud del pedúnculo media.
La variedad de manzana 'Parecida a De Cera' tiene un fruto de tamaño medio, de forma plana-globosa, de color amarillo, con chapa lavada, e intensidad pálida. Epidermis de textura suave, con pruina en su superficie y con presencia de cera débil. Sensibilidad al "russeting" (pardeamiento áspero superficial que presentan algunas variedades) muy poco sensible. Con lenticelas de tamaño mediano.
Los sépalos están dispuestos de forma erectos, y en contacto en su base; su fosa calicina es poco profunda y de una anchura estrecha. Pedúnculo de grosor medio y de longitud largo, siendo la cavidad peduncular de una profundidad poco profunda y de anchura media. Con pulpa de color crema, cuya firmeza es suave y su textura es intermedia; su jugosidad es intermedia, con sabor de acidez débil, y aromática, anisado.
Época de maduración y recolección desde el 10 de agosto. 'Parecida a De Cera' es una manzana que su destino es la conservación de esta variedad en el banco de germoplasma de Mabegondo como reserva genética.

## Susceptibilidades
- Oidio: ataque medio
- Moteado: no presenta
- Raíces aéreas: no presenta
- Momificado: no presenta
- Pulgón lanígero: no presenta
- Pulgón verde: ataque débil
- Araña roja: no presenta
- Chancro del manzano: no presenta.[3]